# فرودگاه گلدستون (استرالیا)
فرودگاه گلدستون (استرالیا) (به انگلیسی: Gladstone Airport) یک فرودگاه همگانی مسافربری با کد یاتا GLT است که یک باند فرود آسفالت دارد و طول باند آن ۱۹۲۰ متر است. این فرودگاه در کشور استرالیا قرار دارد و در ارتفاع ۱۸ متری از سطح دریا واقع شده‌است.